# Người Mani
Người Mani hay người Maniq là nhóm dân tộc ít người thuộc nhóm Semang, cư trú ở bán đảo Malay, phần lớn ở Thái Lan và một ít ở Malaysia. Tại Thái Lan họ thường được gọi là Sakai (tiếng Thái: ซาไก), một thuật ngữ có tính xúc phạm, và có nghĩa là 'nô lệ' hoặc 'man di'.
Người Mani là nhóm Negrito duy nhất ở Thái Lan, có dân số khoảng 300 người. Họ sống ở các tỉnh phía nam Thái Lan, như Yala, Narathiwat, Phatthalung, Trang và Satun.
Người Mani có văn hóa riêng, nói nhiều ngôn ngữ thuộc ngữ chi Asli của ngữ hệ Nam Á, chủ yếu là tiếng Kensiu và Ten'edn trong nhóm Asli Bắc. Họ không có bảng chữ cái.

## Xã hội
Người Mani sống theo xã hội săn bắt và hái lượm. Họ dựng tạm những túp lều tranh tre, nứa, lợp lá chuối. Họ săn bắt nhiều loại động vật và tiêu thụ nhiều loại rau và trái cây khác nhau. Họ mặc quần áo đơn giản bằng các vật liệu như tre, nứa. Họ quen thuộc với nhiều loài dược liệu khác nhau.